# Aunat (Fluss)
Der Aunat ist ein Fluss in Frankreich, der in der Region Okzitanien verläuft. Er entspringt im Gemeindegebiet von Sieuras, entwässert generell in nordwestlicher Richtung durch ein schwach besiedeltes Gebiet und mündet nach rund 22 Kilometern an der Gemeindegrenze von Capens und Montaut als rechter Nebenfluss in die Garonne. Auf seinem Weg durchquert der Aunat die Départements Ariège und Haute-Garonne.

## Orte am Fluss
(Reihenfolge in Fließrichtung)
- Trotte Menu, Gemeinde Lapeyrère
- Castères, Gemeinde Castagnac
- Montgazin